# Deremius leptus
Deremius leptus es una especie de escarabajo de la familia Cerambycidae. Fue descrito científicamente por primera vez por Kolbe en 1894.